# قرار مجلس الأمن التابع للأمم المتحدة رقم 183
قرار مجلس الأمن التابع للأمم المتحدة رقم 183، الذي تم تبنيه في 11 ديسمبر 1963، بعد أن أنشأ الأمين العام اجتماعًا فاشلًا بين ممثلي البرتغال وممثلي الدول الأفريقية، استنكر المجلس مرة أخرى فشل البرتغال في تحرير مستعمراتها على الرغم من ذلك أعلن إنه سيأخذ منح البرتغال العفو لجميع السجناء السياسيين كعلامة على حسن النية.
اعتُمد القرار بأغلبية 10 أصوات وامتناع فرنسا عن التصويت.